# Orbán Levente
Orbán Levente (Csíkszereda, 1987. augusztus 31. –) színész. Orbán József szobrász testvérének unokája.

## Életpályája
1994–1998 között Csíkszentmiklóson, 1998–2002 között pedig szülővárosában végezte el az általános iskolát. 2002–2006 között Csíkszeredában a Nagy István Zene és Képzőművészeti Liceum, szobrász szakán tanult. 2006–2007-ben Temesvárott tanult a Nyugati Egyetem Képzőművészeti Karának reklámgrafika szakán. 2007–2008-ban Kölnben élt. 2008–2011 között elvégezte Kolozsváron a Babeș–Bolyai Tudományegyetem, Színház és Televízió Karának színész szakát. 2011–2012-ben a kézdivásárhelyi Városi Színház tagja volt. 2012–2019 között a sepsiszentgyörgyi M-stúdió tagja volt. 2019–2021 között a Vígszínház színésze volt.

## Színházi szerepei
- Szép Ernő: Lila ákác... Csacsinszky Pali
- Anton Pavlovics Csehov: De mi lett a nővel?... Gyabkin
- Max Frisch: Ha egyszer Hotz úr dühbe gurul
- Georges Feydeau: Az úr vadászni jár....Gontran
- Yves Marc: Esetlenségünk krónikája
- Spiró György: Az imposztor... Adjutáns

## Filmjei
- Legenda (2010)
- Jobb kanyar (2010)
- A gödör (2010)
- Ideje az öregségnek (2011)
- Orbán József - Kőbe vésett álom (2011)
- Tökéletes befektetés (2015)
- Saul fia (2015)
- Vikend (2015)
- Kojot (2016)
- Jupiter holdja (2017)
- Napszállta (film, 2018)
- Guerilla (2019)
- Mellékhatás (sorozat, 2020)
- A játszma (2022)
- A Király (sorozat, 2022)
- A mi kis falunk (sorozat, 2022–2023, 2025)
- Aranybulla (sorozat, 2022)
- Az almafa virága (2023)
- A másik érintése (2023)
- Mesterjátszma (2023)
- Angyaltrombiták (2023)
- A brutalista (2024)
- Hunyadi (2025)